# Isdera Spyder
Isdera Spyder – niemiecki samochód sportowy zaprezentowany w 1983 roku przez firmę Isdera produkującą jedne z najszybszych aut na świecie. Spyder to najmniejszy z modeli tego producenta, odznaczający się nietypową budową, futurystycznymi kształtami i bardzo niską masą. Użyte silniki w większości pochodzą od Mercedesa i są to zazwyczaj mniejsze jednostki. Pierwszy Spider wyposażony był w 16-zaworową jednostkę z grupy VW, z tego silnika korzystał również model VW Golf GTI i Audi 80.
Auto o pojemności 1.8l osiągało 139 KM. Drugą reinkarnacją Spydera była wersja 033-16 ze zmodernizowanym silnikiem Mercedesa. Napędzające najmniejszy model sportowego Mercedesa 190E 2.3 - silnik osiągał 185 KM, i wykonany był w technice 4-zaworowej. W późniejszym czasie w licznych modyfikacjach miał on 2.5l i 195 KM.

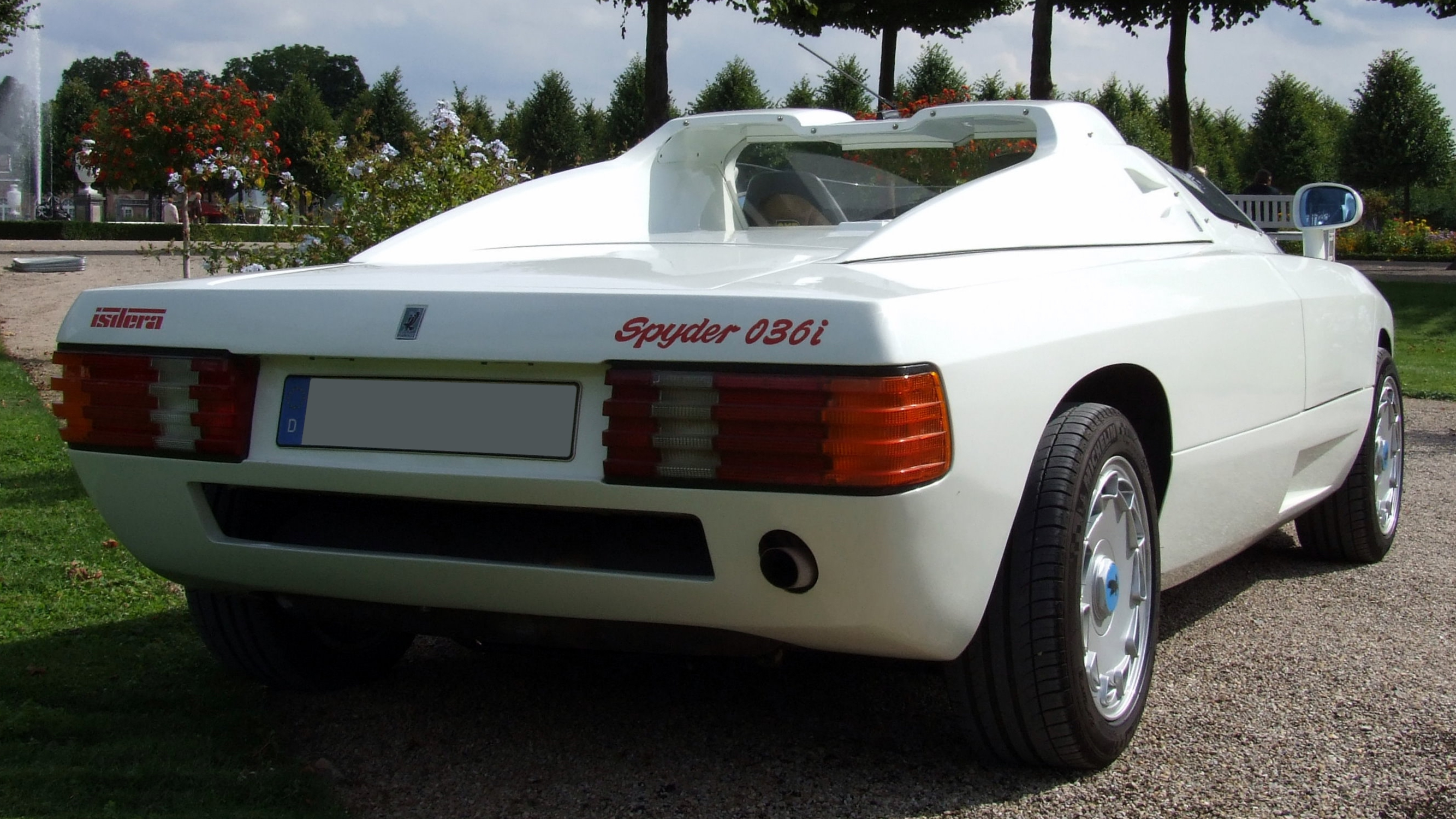
Isdera Spyder – tył pojazdu

Po mniejszych silnikach 4-cylindrowych, w Spyderze montowano tylko silniki 6-cylindrowe z większych modeli Mercedesa klasy E z powodu niewielkiej różnicy w ciężarze obu jednostek, za to większe 6-cylindrowe miały lepszą elastyczność, większą pojemność i mogły osiągać także większą moc. Ostatnią modyfikacją tego modelu było zastosowanie silnika AMG o pojemności 3.6l i mocy w zależności od wariantów od 265 - 272KM.
Nazewnictwo modeli różniło się z powodu stosowania innych jednostek. I tak np. Spyder 033i-16 (Wtrysk bezpośredni i 16 zaworowa głowica), Spyder 036i (Wtrysk bezpośredni, 3l pojemności i 6 cylindrów). Z powodu ceny, zastosowanej technologii, ekskluzywności tylko 17 egzemplarzy zostało wyprodukowanych na przestrzeni dekady. Do dziś to bardzo rzadki pojazd. Czasem spotykany na zlotach sportowych klasyków i na wystawach motoryzacyjnych poświęconych designowi. Ceny używanych modeli często przekraczają ich wartość jak te były nowymi.

## Dane techniczne modelu Spyder 033i / Spyder 033i-16 / Spyder 036i

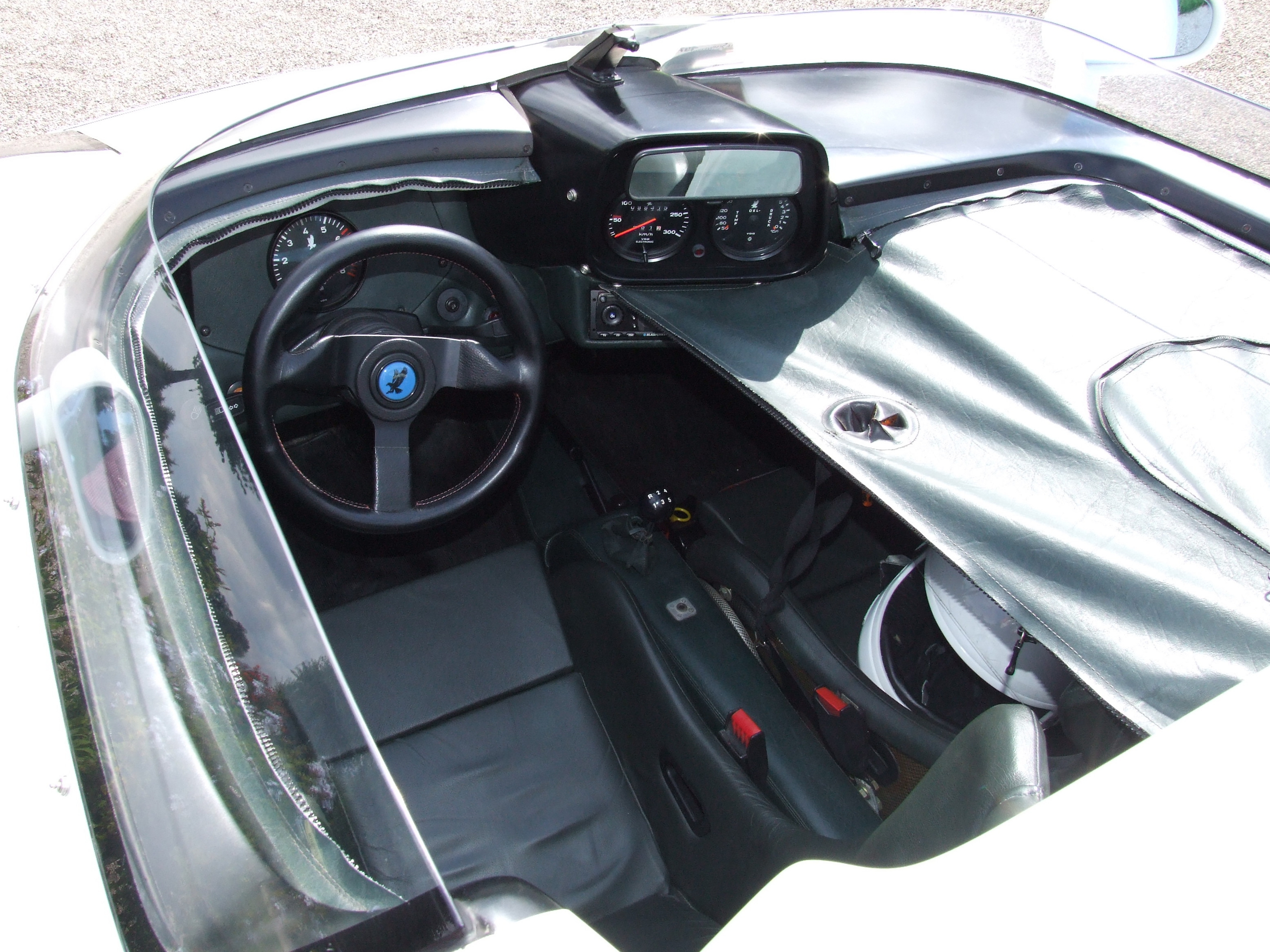
Isdera Spyder - kokpit)

| Isdera                           | Spyder 033i                                                     | Spyder 033i-16                                                  | Spyder 036i                                                     |
| -------------------------------- | --------------------------------------------------------------- | --------------------------------------------------------------- | --------------------------------------------------------------- |
| Lata produkcji                   | 1982-1988                                                       | 1985-1992                                                       | 1987-1991                                                       |
| Typ Silnika                      | VW                                                              | Mercedes                                                        | Mercedes                                                        |
| Silnik                           | R4 4-cylindrowy, 16 zaworowy (Czterosuwowy)                     | R4 4-cylindrowy, 16 zaworowy (Czterosuwowy)                     | R6 6-cylindrowy, 12 zaworowy (Czterosuwowy)                     |
| Pojemność skok ³                 | 1781 cm³                                                        | 2299 cm³                                                        | 2960 cm³                                                        |
| Napęd                            | tylny                                                           | tylny                                                           | tylny                                                           |
| Moc przy 1/min                   | 100kW (139 KM) @ 6100 1/min                                     | 125kW (185 KM) @ 6200 1/min                                     | 132kW (188 KM) @ 5700 1/min                                     |
| Max. Moment obr. (Nm) przy 1/min | (169 Nm) @ 4250 1/min                                           | (235 Nm) @ 4500 1/min                                           | (255 Nm) @ 4400 1/min                                           |
| Sprężanie:                       | 10.0:1                                                          | 10.0:1                                                          | 10.0:1                                                          |
| Układ zaworów                    | DOHC, łańcuch, 4 zawory na cylinder, pojedynczy wałek rozrządu. | DOHC, łańcuch, 4 zawory na cylinder, pojedynczy wałek rozrządu. | OHC, łańcuch, 2 zaworów na cylinder, pojedynczy wałek rozrządu. |
| Skrzynia biegów                  | 5-biegowa manualna                                              | 5-biegowa manualna                                              | 5-biegowa manualna                                              |
| Rozstaw osi                      | 2300 mm                                                         | 2300 mm                                                         | 2300 mm                                                         |
| Masy D x S x W                   | 4155 x 1780 x 1120 mm                                           | 4155 x 1780 x 1120 mm                                           | 4155 x 1780 x 1120 mm                                           |
| Masa własna                      | 921 kg                                                          | 921 kg                                                          | 970 kg                                                          |
| 0-100 km/h                       | 7.5 s                                                           | 6.8 s                                                           | 6.7 s                                                           |
| Prędkość maksymalna              | 200 km/h                                                        | 230 km/h                                                        | 245 km/h                                                        |

|                                  | Spyder 036i                                                   | Spyder 036i [AMG]                                              |
| -------------------------------- | ------------------------------------------------------------- | -------------------------------------------------------------- |
| Lata produkcji                   | 1989-1991                                                     | 1991-1992                                                      |
| Typ Silnika                      | Mercedes                                                      | Mercedes                                                       |
| Silnik                           | R6 6-cylindrowy, 24 zaworowy (Czterosuwowy)                   | R6 6-cylindrowy, 24 zaworowy (Czterosuwowy)                    |
| Pojemność skok ³                 | 2960 cm³                                                      | 3600 cm³                                                       |
| Napęd                            | tylny                                                         | tylny                                                          |
| Moc przy 1/min                   | 162kW (220 KM) @ 6400 1/min                                   | 125kW (265 KM) @ 5800 1/min                                    |
| Max. Moment obr. (Nm) przy 1/min | (265 Nm) @ 4600 1/min                                         | (370 Nm) @ 4200 1/min                                          |
| Sprężanie:                       | 10.0:1                                                        | 10.0:1                                                         |
| Układ zaworów                    | DOHC, łańcuch, 4 zawory na cylinder, podwójny wałek rozrządu. | DOHC, łańcuch, 4 zaworów na cylinder, podwójny wałek rozrządu. |
| Skrzynia biegów                  | 5-biegowa manualna                                            | 5-biegowa manualna                                             |
| Rozstaw osi                      | 2300 mm                                                       | 2300 mm                                                        |
| Masy D x S x W                   | 4155 x 1780 x 1120 mm                                         | 4155 x 1780 x 1120 mm                                          |
| Masa własna                      | 970 kg                                                        | 970 kg                                                         |
| 0-100 km/h                       | 6.2 s                                                         | 5.8 s                                                          |
| Prędkość maksymalna              | 262 km/h                                                      | 270 km/h                                                       |